# Séguédin
Séguédin är en ort i Burkina Faso.   Den ligger i provinsen Bazega Province och regionen Centre-Sud, i den centrala delen av landet, 60 km sydväst om huvudstaden Ouagadougou. Séguédin ligger 311 meter över havet och antalet invånare är 2 127.
Terrängen runt Séguédin är platt. Närmaste större samhälle är Nabadogo, 17,1 km nordväst om Séguédin.
Omgivningarna runt Séguédin är en mosaik av jordbruksmark och naturlig växtlighet. Runt Séguédin är det ganska tätbefolkat, med 54 invånare per kvadratkilometer.